# 11e British Academy Film Awards
De 11e British Academy Film Awards of BAFTA Awards werden uitgereikt door de British Academy of Film and Television Arts in 1958 voor de films uit 1957.

## Winnaars en genomineerden

### Beste Film
The Bridge on the River Kwai 
- 12 Angry Men
- 3:10 to Yuma
- The Bachelor Party
- Edge of the City
- The Shiralee
- That Night!
- The Tin Star
- Windom's Way
- Paths of Glory
- Pather Panchali
- Celui qui doit mourir
- Heaven Knows, Mr. Allison
- Porte des Lilas
- The Prince and the Showgirl
- A Man Escaped or: The Wind Bloweth Where It Listeth

### Beste Geanimeerde Film
Pan-Tele-Tron 
- The Shepherdess And The Chimneysweep (La Bergère Et Le Ramoneur)
- Earth Is a Battlefield
- The Magic Fluke

### Beste Documentaire
Journey Into Spring City of Gold 
- Every Day Except Christmas Holiday
- The USA in the Thirties

### Beste Britse Film
The Bridge on the River Kwai 
- The Prince and the Showgirl
- The Shiralee
- Windom's Way

### Beste Buitenlandse Acteur
Henry Fonda in 12 Angry Men 
- Sidney Poitier in Edge of the City
- Ed Wynn in The Great Man
- Robert Mitchum in Heaven Knows, Mr. Allison
- Pierre Brasseur in Porte des Lilas
- Tony Curtis in Sweet Smell of Success
- Richard Basehart in Time Limit
- Jean Gabin in La Traversee de Paris

### Beste Britse Acteur
Alec Guinness in The Bridge on the River Kwai 
- Trevor Howard in Manuela
- Laurence Olivier in The Prince and the Showgirl
- Michael Redgrave in Time Without Pity
- Peter Finch in Windom's Way

### Beste Britse Actrice
Heather Sears in The Story of Esther Costello 
- Deborah Kerr in Tea and Sympathy
- Sylvia Syms in Woman in a Dressing Gown

### Beste Buitenlandse Actrice
Simone Signoret in Les Sorcieres de Salem 
- Katharine Hepburn in The Rainmaker
- Joanne Woodward in The Three Faces of Eve
- Augusta Dabney in That Night!
- Eva Marie Saint in A Hatful of Rain
- Marilyn Monroe in The Prince and the Showgirl
- Lilli Palmer in Anastasia - Die letzte Zarentochter

### Meest Veelbelovende Nieuwkomer
Eric Barker in Brothers In Law 
- Mylène Demongeot in The Witches Of Salem (Les Sorcières De Salem)
- Elvi Hale in True As A Turtle
- James McArthur in The Young Stranger
- Keith Michell in True As A Turtle

### Beste Britse Scenario
Pierre Boulle voor The Bridge on the River Kwai 
- Arthur Laurents voor Anastasia
- Jack Whittingham voor The Birthday Present
- John Kruse en C. Raker Endfield voor Hell Drivers
- William Rose en John Eldridge voor The Man in the Sky
- Terence Rattigan voor The Prince and the Showgirl
- William Rose en John Eldridge voor The Smallest Show on Earth
- Charles Kaufman voor The Story of Esther Costello
- Jill Craigie voor Windom's Way
- Tes WIllis voor Woman in a Dressing Gown

### VNAward
The Happy Road (La Route Joyeuse) 
- Like Paradise
- Out

### Special Award
A Chairy Tale 
- Introducing Telex
- Successful Instruction